# Montoire-sur-le-Loir
Montoire-sur-le-Loir è un comune francese di 4 309 abitanti situato nel dipartimento del Loir-et-Cher nella regione del Centro-Valle della Loira.

## Storia
Il 24 ottobre 1940 vi ebbe luogo l'incontro tra Philippe Pétain e Adolf Hitler, che sancì il primo passo di avvicinamento alla collaborazione tra il governo di Vichy, formalmente neutrale, e la Germania nazista.

## Monumenti ed edifici religiosi
- Chiesa di Saint-Laurent
- Cappella di Saint-Gilles, decorata con affreschi romanici

## Società

### Evoluzione demografica
Abitanti censiti